# Gary Belcher (Rennfahrer)

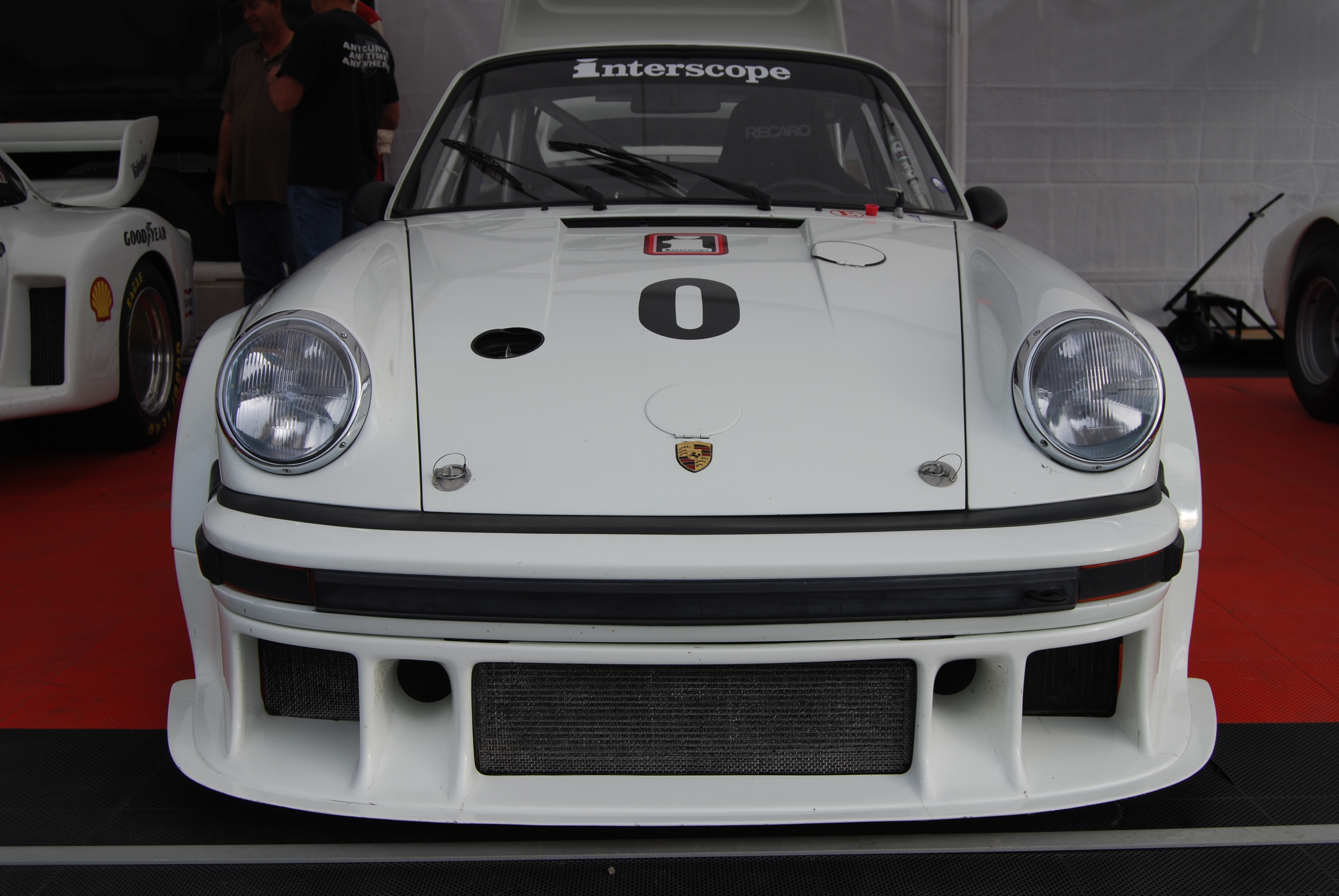
Auf einem Porsche 934 bestritt Gary Belcher in den 1970er-Jahren Sportwagenrennen

Gary Lee Belcher (* 6. November 1940 in Miami; † 12. November 2018 in Thomasville) war ein US-amerikanischer Autorennfahrer.

## Familie und Ausbildung
Gary Belcher war der Sohn von Jewel und Red Belcher, die in Miami in zweiter Generation die Belcher Oil Company führten. Er besuchte die Coral Gables High School und studierte anschließend Wirtschaftswissenschaften an der University of Florida. Bis zum Verkauf 1977 arbeitete er in führender Funktion im familieneigenen Mineralölunternehmen.

## Karriere als Rennfahrer
Gary Belcher war in den 1970er- und 1980er-Jahren im nordamerikanischen Sportwagensport aktiv. Sein Debüt gab er 1971 mit dem neunten Rang im Porsche 911 beim 200-Meilen-Rennen von Daytona. Sein letztes Rennen fuhr er 1989, als er zum neunten Mal beim 12-Stunden-Rennen von Sebring antrat. Beim Langstreckenrennen auf dem Sebring International Raceway gelangen ihm mit dem dritten Gesamtrang 1979 und dem vierten 1977 nennenswerte Ergebnisse. In den 1970er-Jahren unterhielt er einen eigenen Rennstall und meldete Fahrzeuge vor allem in der IMSA-GT-Meisterschaft und der Sportwagen-Weltmeisterschaft.

## Statistik

### Sebring-Ergebnisse
| Jahr | Team                   | Fahrzeug           | Teamkollege   | Teamkollege   | Platzierung | Ausfallgrund    |
| ---- | ---------------------- | ------------------ | ------------- | ------------- | ----------- | --------------- |
| 1972 | Gary Belcher           | Chevrolet Camaro   | Jef Stevens   |               | Ausfall     | Getriebeschaden |
| 1976 | Wiley Doran            | Chevrolet Corvette | Wiley Doran   |               | Ausfall     | Motorschaden    |
| 1977 | Belcher Racing         | Porsche 934/5      | John Gunn     |               | Rang 4      |                 |
| 1978 | Belcher Racing         | Porsche 934/5      | Doc Bundy     |               | Ausfall     | Mechanik        |
| 1979 | Dick Barbour Racing    | Porsche 935        | Bob Garretson | Bob Bondurant | Rang 3      |                 |
| 1981 | T-Bird Swap Shop       | Porsche 935K3      | John Gunn     | Preston Henn  | Ausfall     | Defekt          |
| 1984 | Silver Lake Plantation | Rondeau M382       | John Gunn     | Jean Rondeau  | Ausfall     | Elektrik        |
| 1988 | Phoenix Race Cars      | Phoenix JG2        | John Gunn     |               | Ausfall     | Motorschaden    |
| 1989 | Phoenix Race Cars      | Phoenix JG2        | John Gunn     | Chip Mead     | Ausfall     | Motorschaden    |

### Einzelergebnisse in der Sportwagen-Weltmeisterschaft
| Saison | Team                       | Rennwagen        | 1   | 2   | 3   | 4   | 5   | 6   | 7   | 8   | 9   | 10  | 11  | 12  | 13  | 14  | 15  | 16  | 17  |
| ------ | -------------------------- | ---------------- | --- | --- | --- | --- | --- | --- | --- | --- | --- | --- | --- | --- | --- | --- | --- | --- | --- |
| 1972   | Gary Belcher               | Chevrolet Camaro | BUA | DAY | SEB | BRH | MON | SPA | TAR | NÜR | LEM | ZEL | WAT |     |     |     |     |     |     |
| 1972   | Gary Belcher               | Chevrolet Camaro | DNF |     |     |     |     |     |     |     |     |     |     |     |     |     |     |     |     |
| 1977   | Vasek Polak Racing         | Porsche 934      | DAY | MUG | DIJ | MON | SIL | NÜR | VAL | PER | WAT | EST | LEC | MOS | IMO | SAL | BRH | HOK | VAL |
| 1977   | Vasek Polak Racing         | Porsche 934      |     |     |     |     |     | 15  |     |     |     |     |     |     |     |     |     |     |     |
| 1978   | Belcher Racing             | Porsche 934      | DAY | SEB | MUG | TAL | DIJ | SIL | NÜR | LEM | MIS | DAY | WAT | VAL | ROD |     |     |     |     |
| 1978   | Belcher Racing             | Porsche 934      | 6   | DNF |     |     |     |     |     |     |     | 6   |     |     | DNF |     |     |     |     |
| 1979   | Barbour Racing Shaw Racing | Porsche 935      | DAY | SEB | MUG | TAL | DIJ | RIV | SIL | NÜR | LEM | PER | DAY | WAT | SPA | BRH | ROA | VAL | ELS |
| 1979   | Barbour Racing Shaw Racing | Porsche 935      |     | 3   |     |     |     | 9   |     |     |     |     |     | DNF |     |     |     |     |     |
| 1981   | T-Bird Preston Henn        | Porsche 935      | DAY | SEB | MUG | MON | RIV | SIL | NÜR | LEM | PER | DAY | WAT | SPA | MOS | ROA | BRH |     |     |
| 1981   | T-Bird Preston Henn        | Porsche 935      |     | DNF |     |     | DNF |     |     |     |     |     |     |     |     |     |     |     |     |